# Blankenhain
Blankenhain es una villa en el sur del distrito de Weimarer Land. Se encuentra entre Weimar y Rudolstad y es uno de los municipios de mayor extensión de Turingia.

## Geografía
Blankenhain se encuentra a unos 350 metros sobre el nivel del mar, en el valle del río Schwarza, que cruza la ciudad de este a oeste. Al norte se encuentra el monte Kaitsch, a 497 metros de altura, y al oeste se elevan montañas también boscosas pertenecientes a la formación geológica conocida como la llanura Ilm-Saale-Platte (Muschelkalk). Una meseta ondulada se extiende hacia el sur y hacia el este, en la que se encuentran la mayoría de los barrios de Blankenhain. Las ciudades vecinas son Bad Berka, por el norte, Magdala, por el este, Teichel, al sur, y Kranichfeld/Tannroda al oeste.
Weimar se encuentra a unos 15 kilómetros al norte, Jena a unos 20 kilómetros al este y Rudolstadt a unos 20 kilómetros al sur. Erfurt está a unos 30 kilómetros al noroeste de Blankenhain. 

### División administrativa
La ciudad de Blankenhain posee 23 barrios:
| - Altdörnfeld - Drößnitz - Großlohma - Hochdorf - Keßlar - Kleinlohma - Krakendorf - Lengefeld | - Loßnitz - Lotschen - Meckfeld - Neckeroda - Neudörnfeld - Niedersynderstedt - Obersynderstedt - Rettwitz | - Rottdorf - Saalborn - Schwarza - Söllnitz - Thangelstedt - Tromlitz - Wittersroda |

En el núcleo urbano viven cerca de 3500 personas.

## Historia

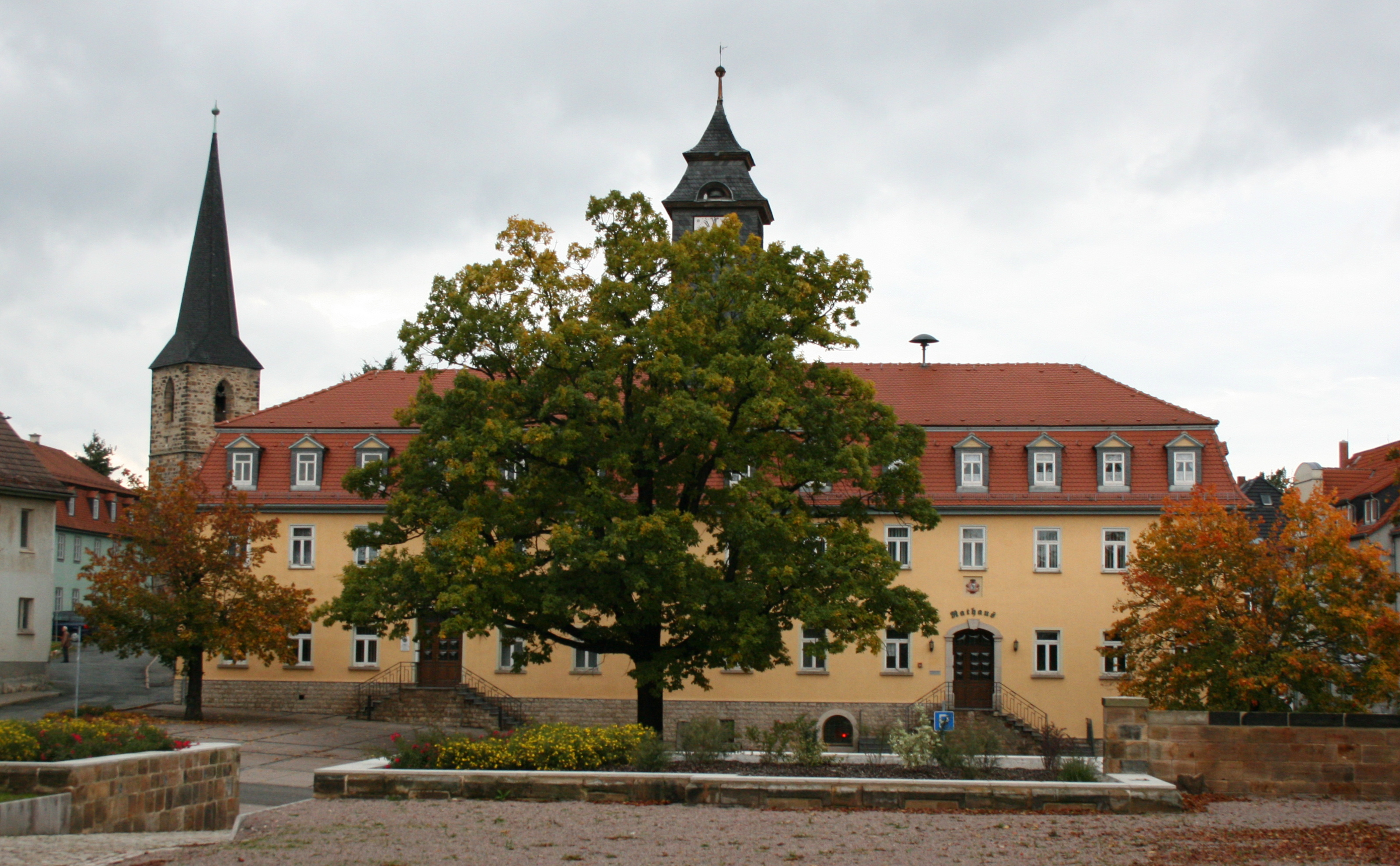
Marktplatz (Plaza Mayor)

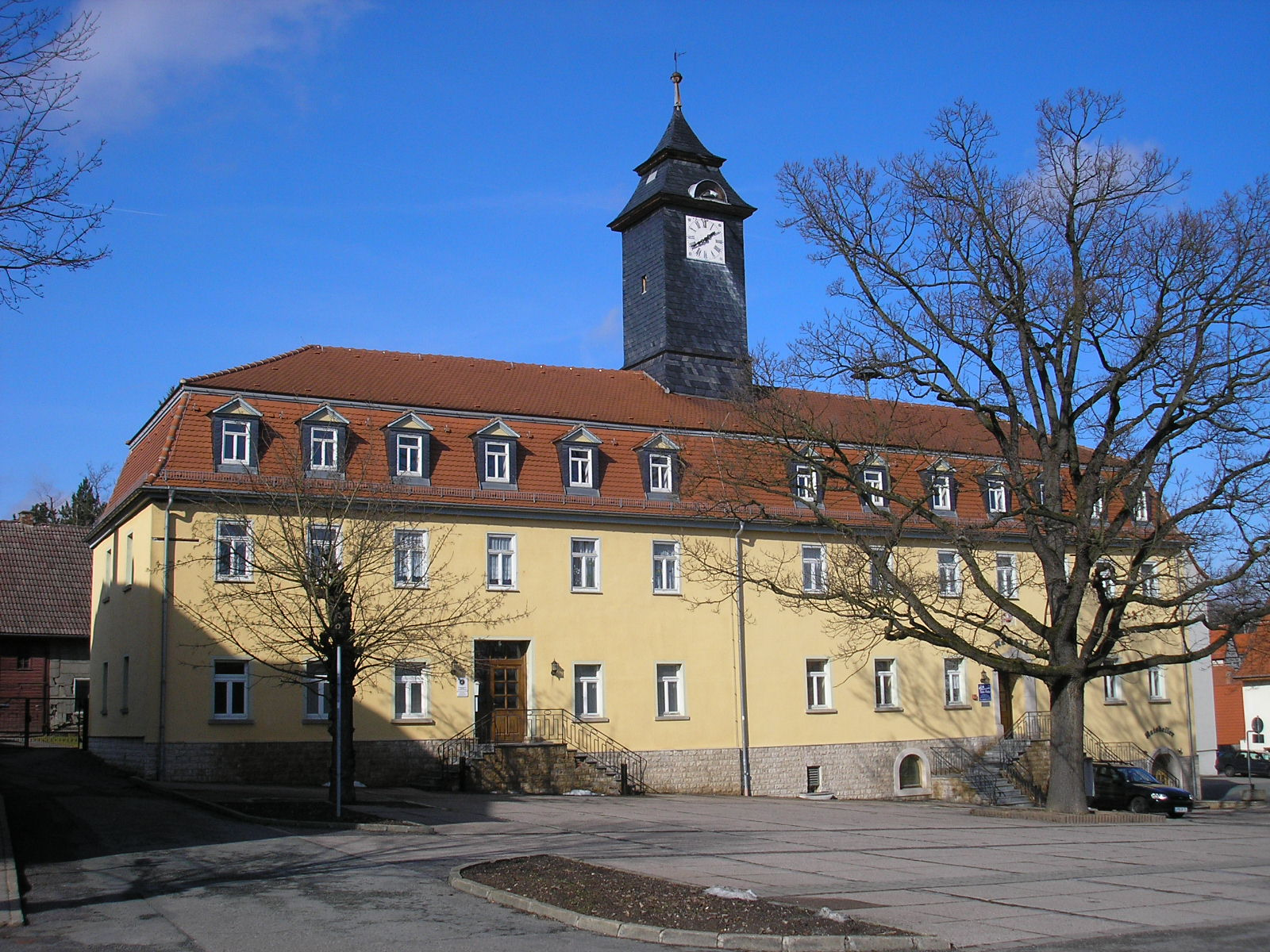
Rathaus am Markt (Ayuntamiento en la Plaza Mayor)

En la Edad Media varias rutas importantes se entrecruzaban entre las de Ilm y Saale: Kahla–Erfurt, Weimar–Saalfeld, Gera–Arnstadt, Magdala– Großliebringen/Langewiesen/Dreiherrenstein/Frauenwald. Para proteger estas conexiones, había una fortaleza medieval en 
Blankenhain, en los terrenos en los que ahora se encuentra el castillo de Blankenhain. Se dice que los señores de Blankenhein, vasallos del arzobispo de Mainz, eran una línea colateral de los señores de Mellingen. En 1147 se nombró testigo a un tal Godofredo de Blankenhain. Bajo el gobierno de los landgraves de Turingia, los señores de Blankenhain ascendieron a la nobleza por la posesión de varios castillos.

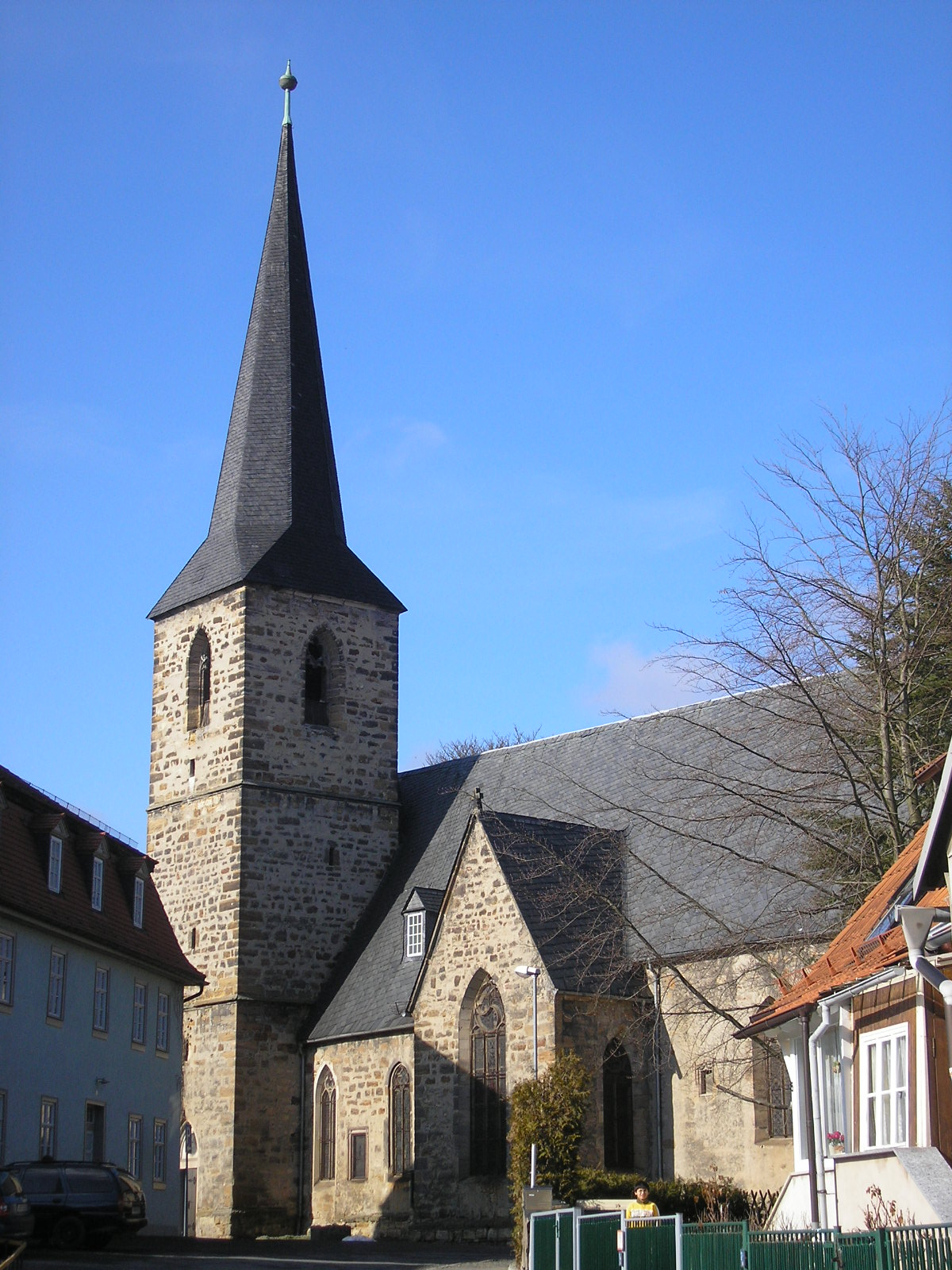
Iglesia de Blankenhain

El primer registro escrito de Blankenhain tuvo lugar el 7 de julio de 1252. Aunque no hay una fecha exacta de la concesión del fuero municipal, Blankenhain obtuvo el título de ciudad por primera vez en 1424. Hacia 1500 el castillo fue remodelado y, tras un incendio en 1667, la mansión obtuvo su aspecto original.
En 1560 la quema de brujas afectó a la ciudad de Blankenhain, de hecho, un hombre estuvo involucrado en un proceso contra las brujas. 

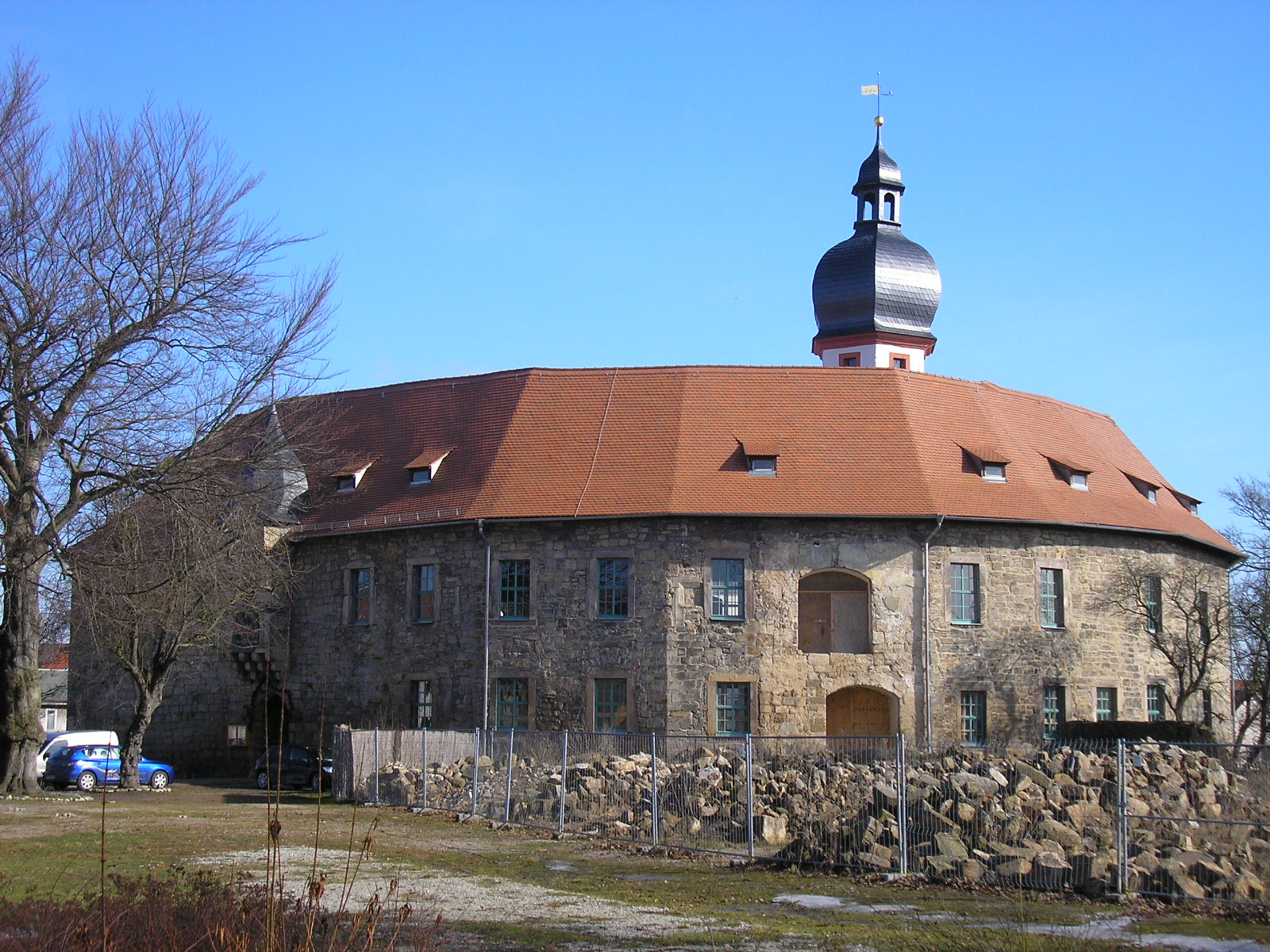
Castillo de Blankenhain

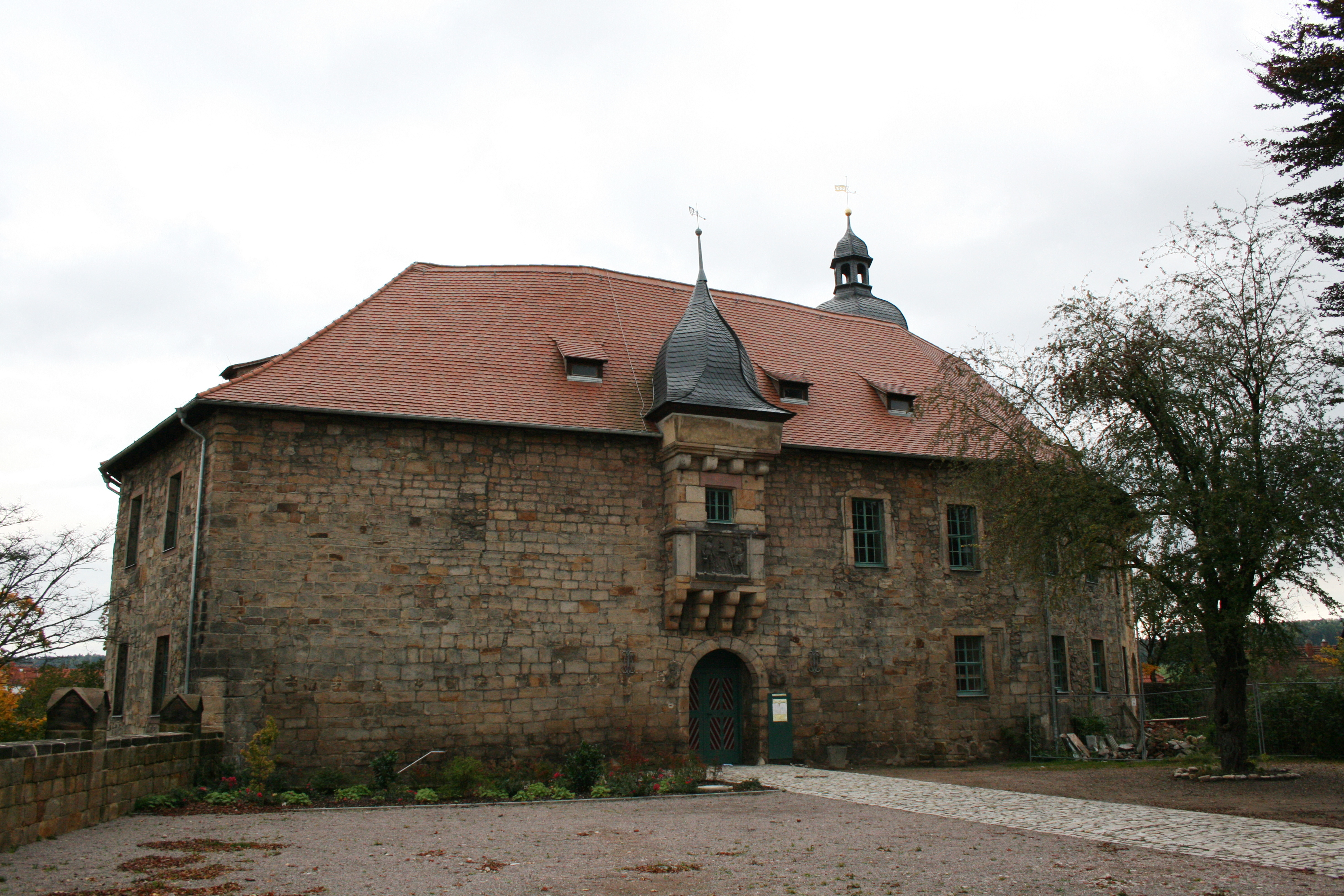
Puerta del castillo

A finales de la Edad Media, Blankenhain se convirtió en sede de una línea lateral de los condes de Gleichen. Tras la desaparición de los condes de Gleichen, su feudo cayó, en primer lugar, en manos del arzobispado de Mainz. En 1631, el feudo revertido fue entregado a los condes de Hatzfeld, así como Ohrdruf y Wandersleben. Después de la desaparición de los condes, Blankenhain pasó al ducado de Sajonia-Weimar, al que perteneció hasta 1920. Durante un corto periodo de tiempo, el castillo de Blankenhain fue lugar de residencia del rey Federido Guillermo III de Prusia y su esposa, Luisa de Mecklemburgo-Strelitz, en la precipitada retirada a Königsberg después de las derrotas en las batallas de Jena y Auestedt.

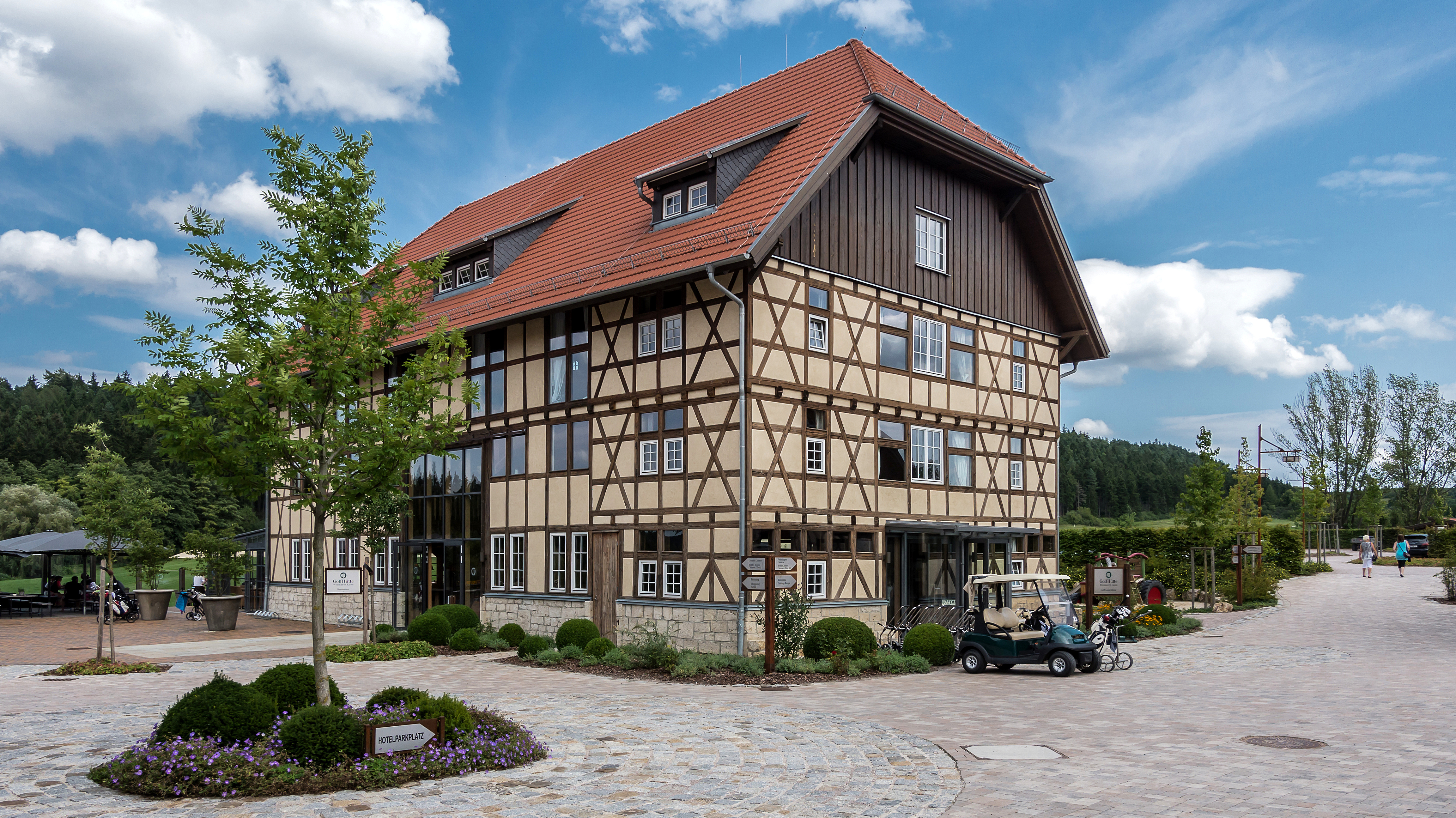
Complejo de golf Gut Krakau

Durante la invasión de las Fuerzas Armadas de los Estados Unidos en abril de 1954, el alcalde Konrad Fuß fue fusilado al levantar la bandera blanca como símbolo de rendición. Tras finalizar la Segunda Guerra Mundial, cientos de prisioneros de guerra, esclavos y reclusos liberados del campo de concentración  de Buchenwald fueron atendidos en el hospital, de los cuales, al menos 328 murieron debido a los malos tratos recibidos, entre ellos 68 judíos. Los fallecidos fueron enterrados en dos cementerios conocidos como Alten y Neuen Friedhof. En su honor se erigieron piedras sepulcrales y un monumento en 1976.

### La clínica y centro psiquiátrico en Blankenhain

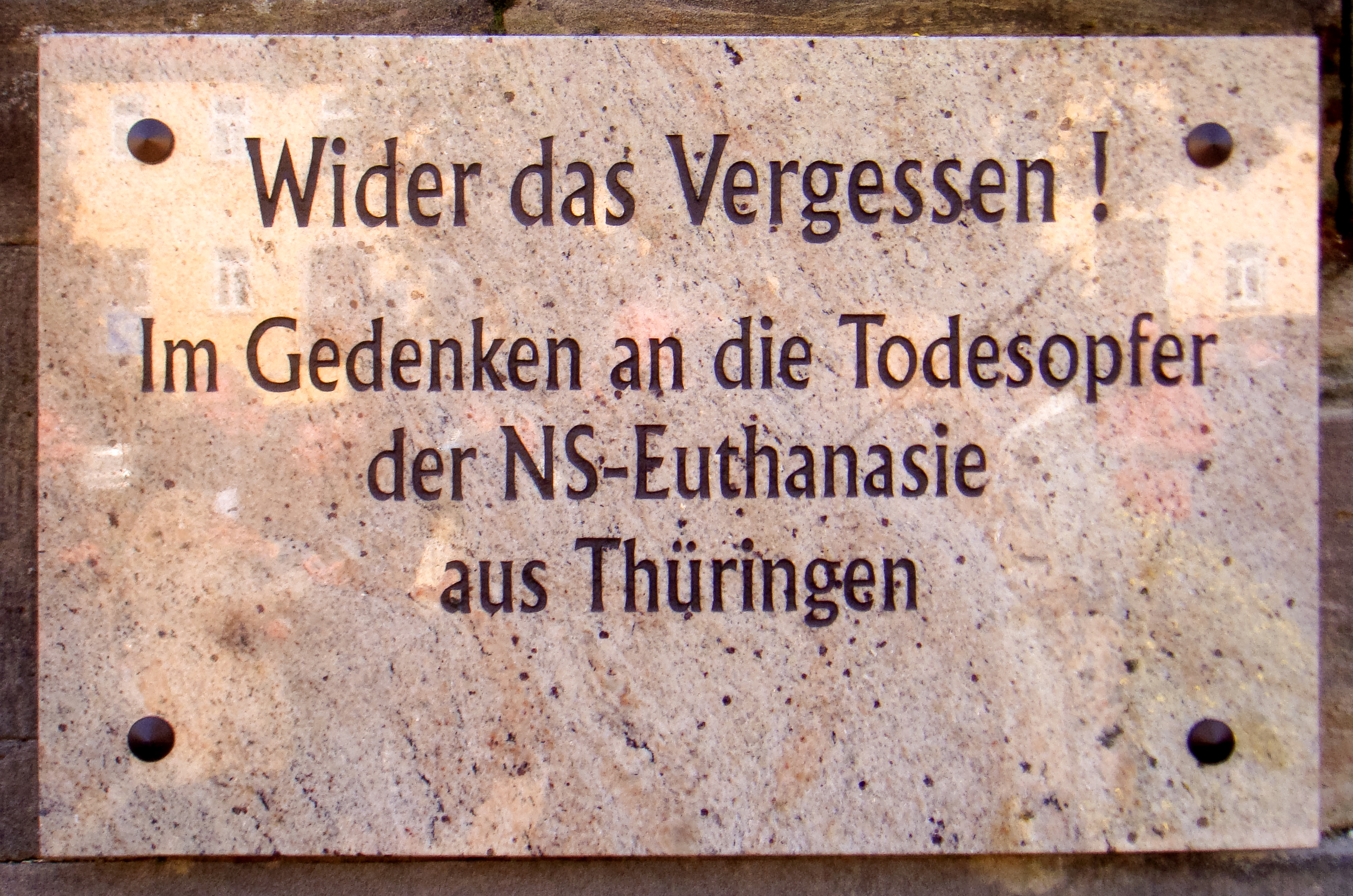
Placa conmemorativa, inaugurada en septiembre de 2013, destruida en agosto de 2014

En 1840 se construyó el «Hospital del estado de Turingia» en Blankenhain, en el que se asistía a enfermos mentales y enfermos por enfermedades largas. Debido a que la entrada de enfermos mentales y discapacitados seguía aumentando, en las siguientes décadas se siguió ampliando hasta que se incluyó también el castillo para el cuidado de los pacientes. Las catastróficas condiciones higiénicas y de atención médica caracterizaban el internamiento en el hospital, por lo que la tasa de mortalidad era relativamente alta. Se ha demostrado que a partir de 1939 se produjo un aumento significativo de muertes, desde que se podía dar la Gradentod (muerte por compasión) por Führerbefehl (orden del Fürher) a los llamados enfermos incurables. Esto se llevaba a cabo por medio de falta de asistencia médica o, por ejemplo, la sobremedicación. En 1940 el centro fue desalojado en su mayor parte, ya que iba a tener una función diferente. Muchos de los pacientes fueron trasladados a Mühlhausen y Stadtroda, pero la mayoría de ellos se trasladó a Zschadraß hasta que ingresaron en el campo de concentración Pirna-Sonnenstein, donde fueron asfixiados con gas. Como recuerdo de este periodo de la historia de la institución, el 28 de septiembre de 2013 se inauguró una placa conmemorativa en la pared exterior del castillo, en presencia de Jörg Geibert, ministro del interior de Turingia. Dicha placa fue donada por cuatro estudiantes del instituto Bergschule Apolda, de Apolda. El 17 de agosto de 2014, unos desconocidos desatornillaron dicha placa y la rompieron detrás de la pared del castillo. Desde entonces, la defensa nacional ha estado investigando a los autores del delito. Las cuatro graduadas de educación secundaria presentaron como parte de su proyecto un folleto sobre el asesinato de los pacientes en la época del nacionalsocialismo.

### Historia de los barrios
- La fundación de la aldea franca Egendorf, en aquel tiempo nombrada Eichendorf, data de después de la destrucción del reino de Turingia en el año 531.[6]

- En el otoño de 954, el actual barrio de Blankenhain conocido como Thangelstedt fue el escenario de la reconciliación de Otón I con su hijo primogénito Liudolfo de Suabia, lo que permitió la victoria sobre los húngaros (en la batalla de Lechfeld). En dicho momento, Thangelstedt todavía se llamaba Suveldun («Saufeld»).[7]

### Incorporaciones de municipios[8][9]
| Antiguos municipios       | Fecha                   | Notas                                                        |
| Altdörnfeld y Neudörnfeld | 1 de octubre de 1993    |                                                              |
| Drößnitz                  | 2 de septiembre de 1995 |                                                              |
| Großlohma                 | 1 de abril de 1959      | Unión con Kleinlohma a Lohma                                 |
| Hochdorf                  | 1 de octubre de 1993    |                                                              |
| Keßlar                    | 1 de octubre de 1993    |                                                              |
| Kleinlohma                | 1 de abril de 1959      | Unión con Großlohma a Lohma                                  |
| Krakendorf                | 1 de octubre de 1993    |                                                              |
| Lengefeld                 | 1 de octubre de 1993    |                                                              |
| Lohma                     | 1 de octubre de 1993    |                                                              |
| Loßnitz                   | 1 de octubre de1993     |                                                              |
| Lotschen                  | 1 de marzo de 1974      | Incorporación a Keßlar                                       |
| Meckfeld bei Blankenhain  | 1 de marzo de 1974      | Incorporación a Keßlar                                       |
| Neckeroda                 | 1 de enero de 1997      | Incorporación del distrito Saalfeld- Rudolstadt al de Weimar |
| Niedersynderstedt         | 1 de octubre de 1993    |                                                              |
| Obersynderstedt           | 1 de julio de 1950      | Incorporación a Loßnitz                                      |
| Rettwitz                  | 6 de mayo de 1984       | Incorporación a Krakendorf                                   |
| Rottdorf                  | 1 de octubre de 1993    |                                                              |
| Saalborn                  | 9 de abril de 1994      |                                                              |
| Schwarza                  | 1 de octubre de 1993    |                                                              |
| Söllnitz                  | 1 de julio de1950       | Incorporación a Loßnitz                                      |
| Thangelstedt              | 1 de octubre de 1993    |                                                              |
| Tromlitz                  | 1 de octubre de 1993    |                                                              |
| Wittersroda               | 17 de febrero de 1965   | Incorporación a Drößnitz                                     |

## Política

### Consejo municipal
El consejo municipal tiene 20 miembros y desde las elecciones municipales de 2014 tiene la siguiente división:
- CDU (Unión Demócrata Cristiana de Alemania): 8 escaños
- LINKE (La Izquierda): 5 escaños
- SPD (Partido Socialdemócrata de Alemania): 3 escaños
- Unabhängige Bürgerinitiative Weimarer Land e. V. UBI. (Partido independiente de Weimarer Land): 3 escaños
- Bündnis 90/Die Grünen (Alianza 90/Los verdes): 1 escaño

### Alcaldía de la ciudad
El alcalde de la ciudad desde 2006 es Klaus-Dieter Kellner (del partido SPD).

### Ciudades hermanadas
Waldeck,en el estado de Hesse, es una ciudad hermanada con Blankenhain.

## Monumentos

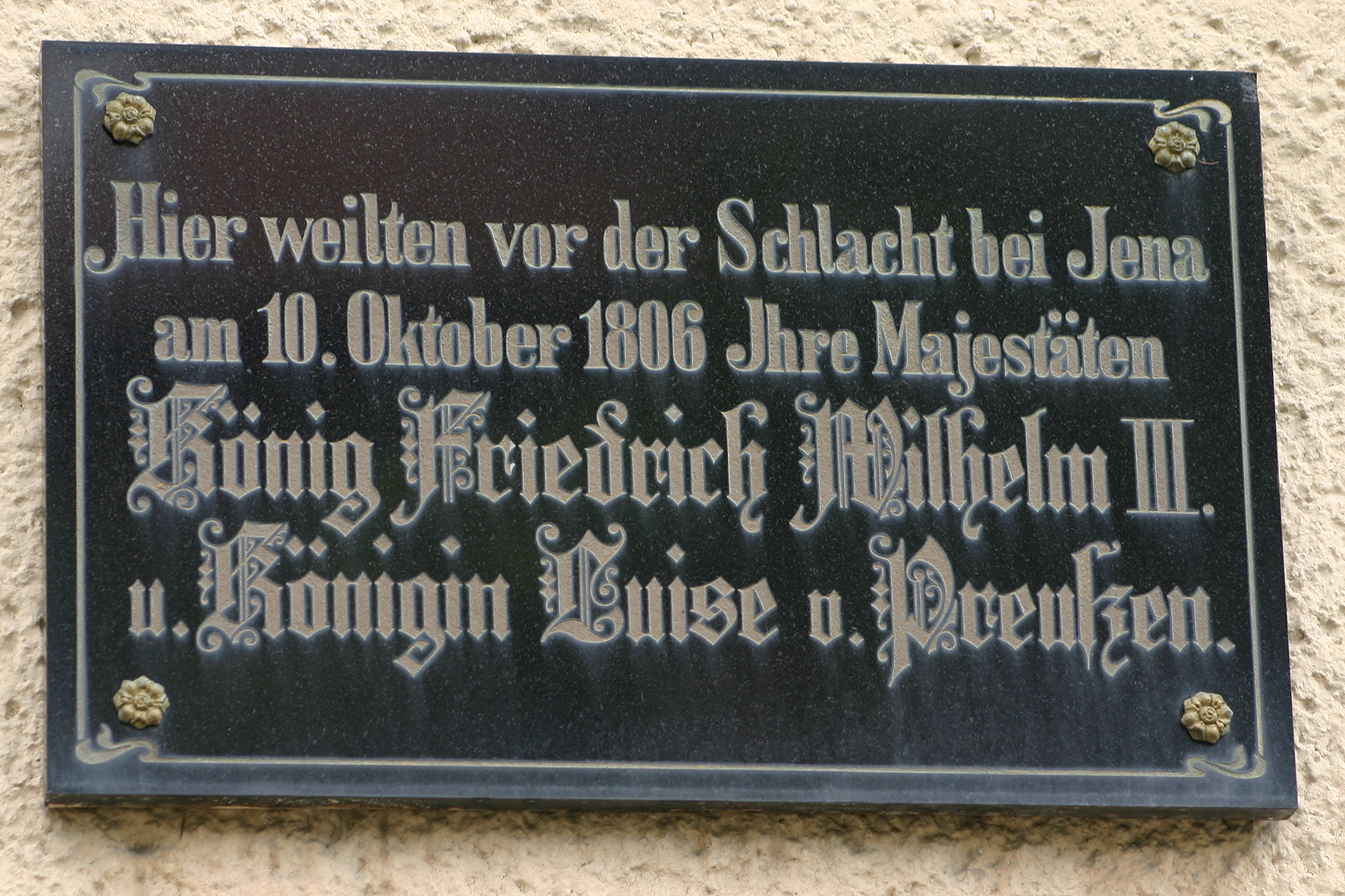
Placa conmemorativa de la estancia de los reyes de Prusia en 1806

- La iglesia conocida como St.-Severi-Stadtkirche fue construida por «el contramaestre Heinrich Geßner» entre 1481 y 1493 sobre los cimientos de una antigua iglesia y se trata de una construcción de estilo gótico tardío. En el archivo municipal se encuentra un documento que data de 1517 sobre la relación con la iglesia dedicada al mismo santo en Erfurt. En 1525, la Reforma se introdujo en Blankenhain. La iglesia tiene un campanario de 43 metros de altura. En el interior, impresionan las vidrieras de 1886 y el gran crucifijo sobre el altar, que es una talla de madera del siglo XVI y que llegó al municipio en 1981, tras una restauración. Antes de la Reforma había hasta cinco altares en la iglesia. La pequeña puerta de madera del sagrario en la pared izquierda del presbiterio es un vestigio de los tiempos católicos de la iglesia. El altar articulado con las siete figuras talladas es de estilo gótico tardío (mediados del siglo XVI). La sacristía, construida entonces, está cubierta con una bóveda de crucería y pintada de colores. Una figura de Cristo sin extremidades y sin pintar cuelga en el nicho de la ventana de un espacio que se usa como oratorio, dicha figura procede de la iglesia de Rottdorf, donde se encontró en el suelo y fue entregada en este estado a la iglesia de Blankenhain después de la restauración. Se trata de una valiosa talla del siglo XVI. El órgano barroco lo construyó el organero Johann Christoph Schmaltz de Wandersleben. La obra neumática de órgano de Furtwängler y Hammer del año 1908 cuenta con dos manuales con diez registros para la parte del órgano conocida como Hauptwerk (la parte principal), once para la de Schwellwerk (la parte grave) y otras seis voces que suenan en la Pedalwerk (la parte de los pedales). En el arco del triunfo norte de la nave se encuentra un gran sepulcro ricamente decorado y en estilo rococó comedido con dos figuras (fidelidad e inocencia y eternidad). Además de otras lápidas en la iglesia, también está la del conde Godofredo de Hatzfeld de 1689. La pequeña vidriera con el abad arrodillado data del siglo XVI. En 1801 la iglesia recibió un conjunto de tres campanas de bronce, de las cuales las dos más grandes se fundieron en la Primera Guerra Mundial. La campana pequeña se guardó y actualmente está colgada en el convento católico de Blankenhain. En 1922, los fundidores de campanas Urlich & Weule fabricaron las tres campanas de acero de la torre de la iglesia. Dichas campanas repican en mi bemol menor y pesan 1950 kg, 1100 kg y 500 kg. Además, en 1922 se instaló una campana eléctrica.[10]
- El castillo de Blankenhain se construyó en la Edad Media y se documentó por primera vez en 1279. El edificio actual se construyó entre 1680 y 1690. Desde mayo de 2000, la asociación Schlossverein Blankenhain e.V. se encarga de la preservación del castillo como institución pública y cultural.
- Desde abril de 2010, en cinco salas de la antigua farmacia de la ciudad, en la calle Rudolf-Breitscheid-Straße, 2, hay un Museo de farmacia (Apothekenmuseum), subvencionado por una asociación de ayuda.[11]
- En el cementerio de Tromlitz (Friedhof von Tromlitz) una tumba con una lápida conmemorativa hace honor a una esclava con nombre polaco y a su compañero serbio que fueron deportados a Alemania en la Segunda Guerra Mundial y en 1944 fueron víctimas del trabajo forzado.

## Economía y transporte
Blankenhain es una pequeña ciudad antiguamente agrícola. Aquí está la sede de una fábrica de porcelana fundada en 1790 por Andreas Wilhelm, actualmente conocida como Weimar Porzellan GmbH. Muchos residentes de la ciudad también trabajan en las ciudades vecinas de Jena, Weimar y Erfurt.
La arteria principal de tráfico discurre de norte a sur por la carretera federal Bundesstraße 85, que conecta Weimar con Rudolstadt. Otras conexiones viales son en dirección a Tannroda al oeste, Apolda al noreste y Kahla al este.
Entre 1887 y 1967, había conexión ferroviaria con Weimar, con la línea de ferrocarril Weimar-Berka-Blankenhain.

## Personajes ilustres

### Hijos de la ciudad
- Johann Gottlob Bernstein (1747–1835), médico y profesor.
- Karl Friedrich Wirth(1786–1856), jurista y funcionario del gobierno.
- Carl Montag (1817–1864), músico de la iglesia y de la escuela, maestro de coro y compositor.
- Friedrich Leßner (1825–1910), sastre, consejero general de la Internacional Socialista.
- Otto Hammann (1852–1928), jurista.
- Amandus Gustav Gutheil (1863–1914), profesor de música, compositor, director de orquesta y poeta regional.
- August Ludwig (1867–1951), párroco y apicultor conocido como «el profesor de las abejas de Turingia».
- Herbert Molwitz (1901–1970), grabador en cobre y aguafuertista.
- Gerhard Branstner (1927–2008), escritor.
- Jörg Schneider (paleontólogo) (* 1948), paleontólogo.
- Uwe Aschmann (* 1955),  jugador de fútbol.
- Christina Große (* 1970), actriz.

### Personas asociadas con Blankenhain
- Johann Christoph Bach (1689–1740), comerciante, escabino, organista y primo de Johann Sebastian Bach.
- Friedrich Lattmann (1873–1946), farmacéutico y productor del licor de hierbas «Burgfrieden».
- Max Burchartz (1887–1961), pintor, vivió durante mucho tiempo en Blankenhain.
- Konrad Fuß (1893–1945), alcalde que fue víctima del terrorismo nacionalista alemán.
- Wilhelm Hegeler (1870–1943), escritor, vivió durante mucho tiempo en Blankenhain.
- Max Oehler (1881–1943), pintor, tenía un jardín en la ciudad y pintó la misma y sus alrededores.
- Friedrich Teuscher (1791–1865), preceptor, pastor evangelista que dirigió un círculo de la Iglesia, escritor, autor y libretista.
- Peter Leibfried (1947–2014), comisario de la ciudad desde 2002 hasta 2006.